# Sóley

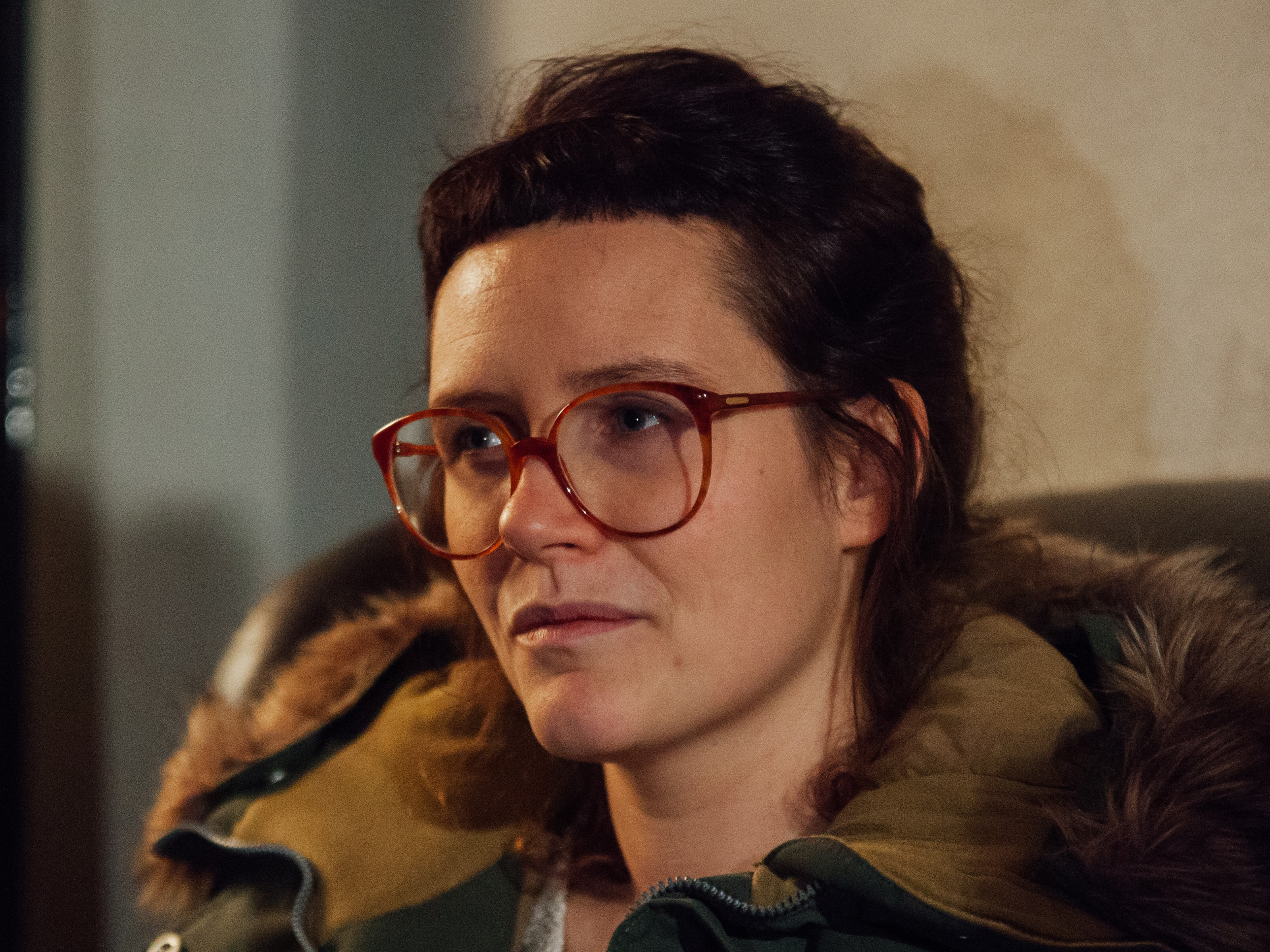
Sóley Stefánsdóttir im Interview (2015)

Sóley Stefánsdóttir (* 20. Oktober 1987 in Hafnarfjörður, Island) ist eine Independent-Musikerin und Komponistin aus Reykjavík, Island. Sie ist auch unter dem Künstlernamen Sóley bekannt. Sóley ist auch Mitglied der isländischen Gruppe Seabear.

## Biografie

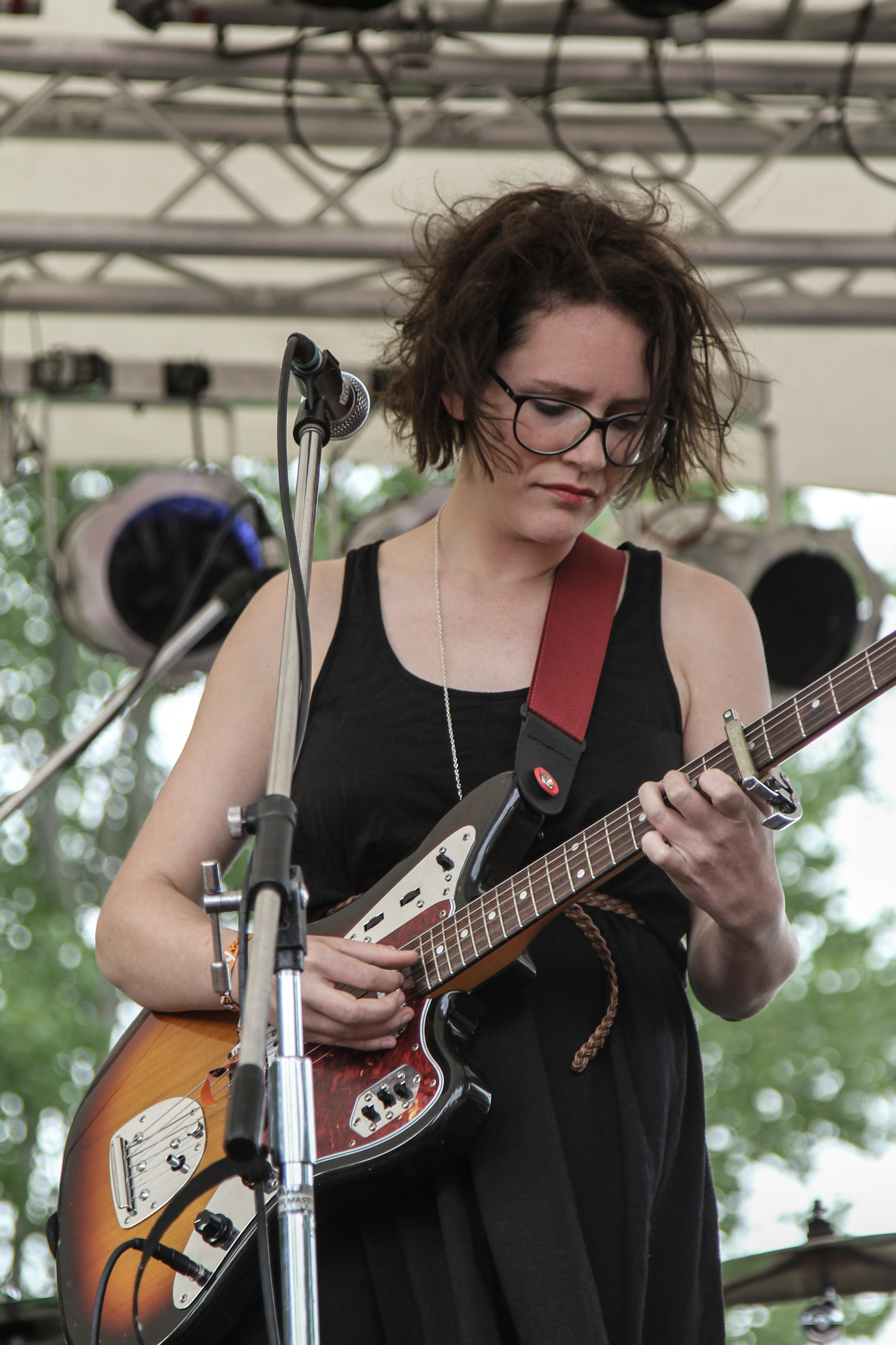
Sóley Stefánsdóttir auf der Bühne (2012)

Sóley Stefánsdóttir ist eine ausgebildete Komponistin und leidenschaftliche Klavierspielerin. Ihre Ausbildung erfolgte an der Kunstakademie Islands in Reykjavík.
Etwa 2007 wurde sie Mitglied der von Sindri Már Sigfússon gegründeten Band Seabear. In diesem Musikprojekt spielt sie Gitarre und Keyboard. Das Plattenlabel Morr Music, das Seabear unter Vertrag genommen hatte, wurde auf Sóley aufmerksam und ermutigte sie dazu, Solostücke zu schreiben und einzuspielen. Im Jahr 2010 veröffentlichte sie ihre Debüt-EP Theater Island bei Sound of a Handshake, einem Sublabel für Singles und EPs von Morr Music. Im Herbst 2011 folgte ihr erstes Album We sink bei Morr Music. Der Longplayer wurde gut aufgenommen und überwiegend positiv bewertet. Anschließend ging sie zusammen mit Sindri Már Sigfússon als Sin Fang auf Tour durch Deutschland, Österreich und die Schweiz.

## Diskografie

### Alben
(Quelle:)
- 2011: We Sink (Morr Music)
- 2015: Ask the Deep (Morr Music)
- 2017: Endless Summer (Morr Music)
- 2020: Harmóník I & II (SMIT Records)
- 2021: Mother Melancholia (Lovitt Records)[7]

### EPs
(Quelle:)
- 2010: Theater Island (Sound of a Handshake)
- 2014: Krómantík (Morr Music)
- 2015: Don’t Ever Listen (Morr Music)
- 2017: Harmóník (SMIT Records)
- 2020: Harmóník II (SMIT Records)
- 2020: Seasick songs (verlorene EP von 2007)

### Singles
- 2012: Pretty Face (Morr Music)
- 2017: Used and Confused (mit Sin Fang & Örvar Smárason, Morr Music)